# Norte Grande (Azoren)
Norte Grande ist eine portugiesische Gemeinde (Freguesia) im Kreis (Município) Velas auf der Azoren-Insel São Jorge. In ihr leben 463 Einwohner (Stand 19. April 2021).
Ein anderer Name für den Ort ist Neves.

## Einzelnachweise

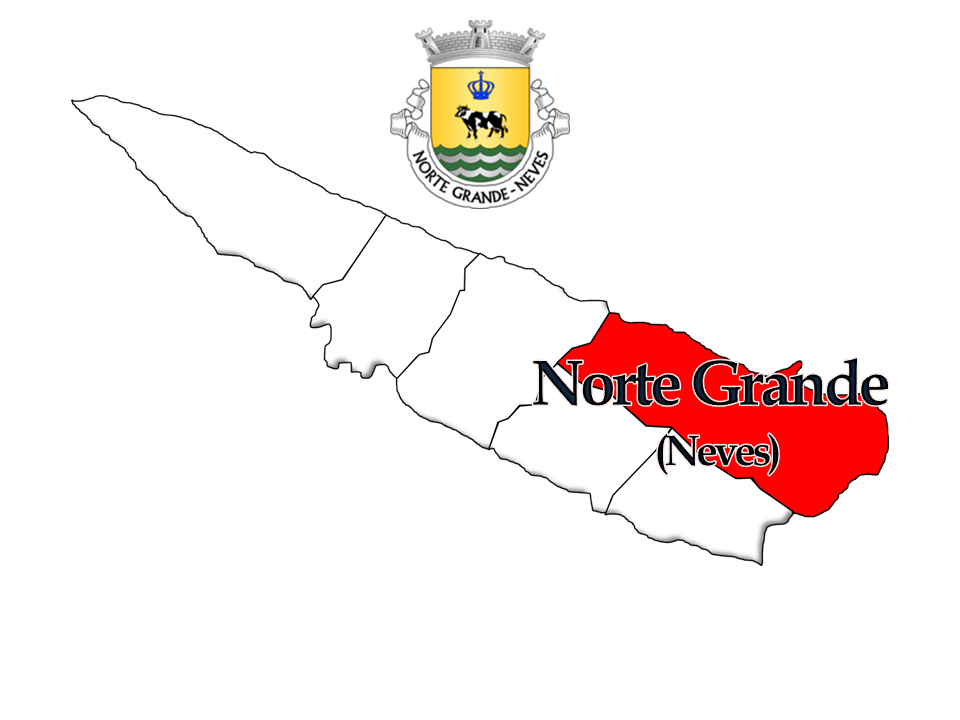
Lage im Kreis Velas